# Софіївський (заказник)
Софі́ївський зака́зник — ботанічний заказник місцевого значення в Україні. Один з об'єктів природно-заповідного фонду Херсонської області. 
Розташований у межах Білозерського району Херсонської області, при південно-західній околиці села Софіївка. 
Площа 194 га. Статус присвоєно згідно з рішенням ІІІ сесії 23 скликання Херсонської обласної ради від 25.06.1998 року № 27. Перебуває у віданні: Широкобалківська сільська рада. 
Заказник «Софіївський» розташований на побережжні та прилеглій акваторії Дніпровського лиману. На території природно-заповідного об'єкта охороняються комплекс цілинного степу на лесових зсувах та водні фітоценози верхньої частини лиману. У степовій балці та на надлиманних горбах збереглася степова рослинність типчаково-ковилових степів. Тут зростають такі рідкісні рослини: ковила українська та волосиста, тюльпан бузький та Шренка, сальвінія плаваюча. У заказнику «Софіївський» присутні угрупування  рослин, що внесені до Зеленої книги України, а саме фармації латаття білого, глечики жовті, сальвінія плаваюча, ковила волосиста. Трапляються рідкісні види тварин: п'явки медичні, полоз жовточеревий, поліксени.

## Галерея

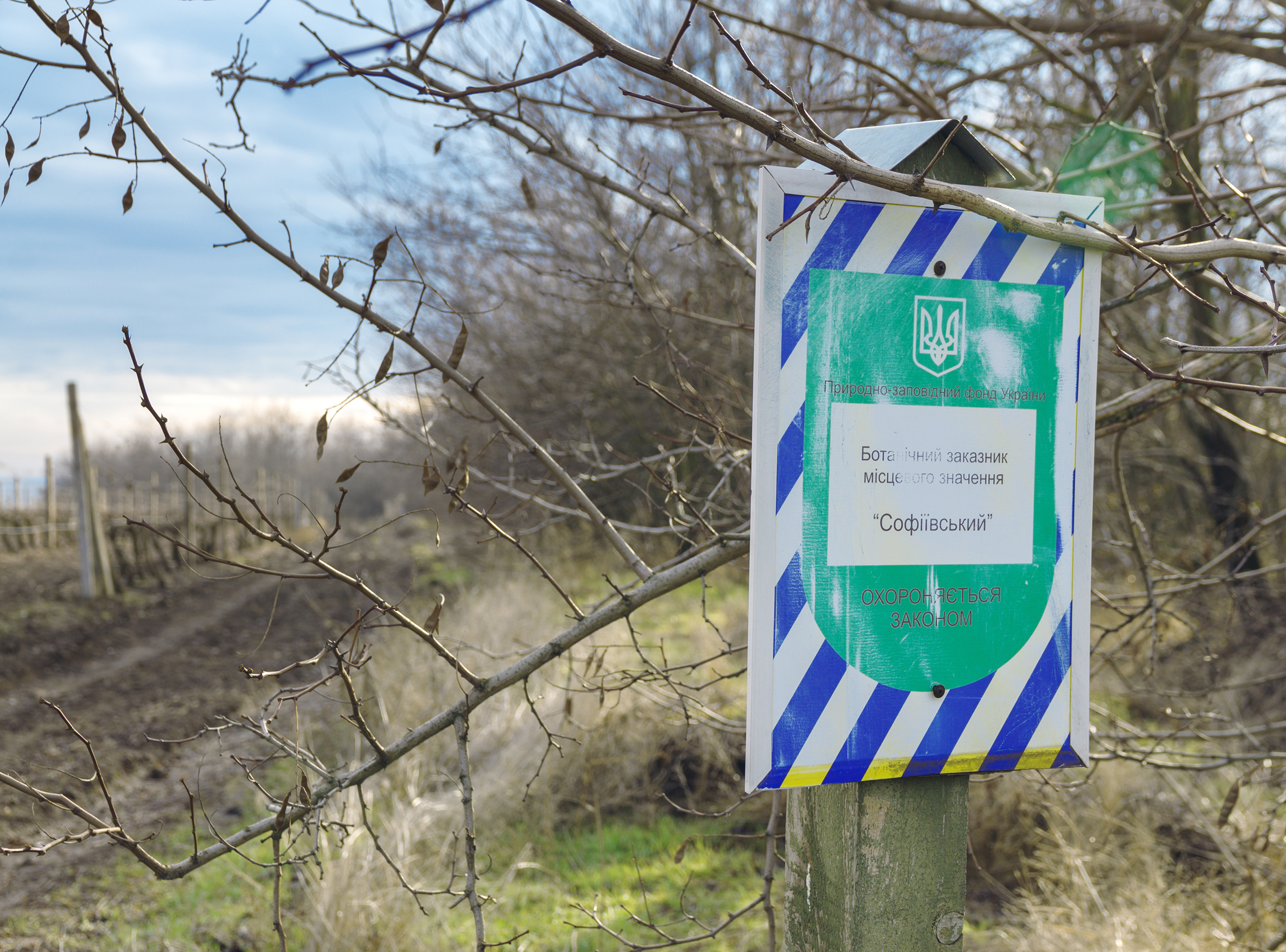
Аншлаг заказника
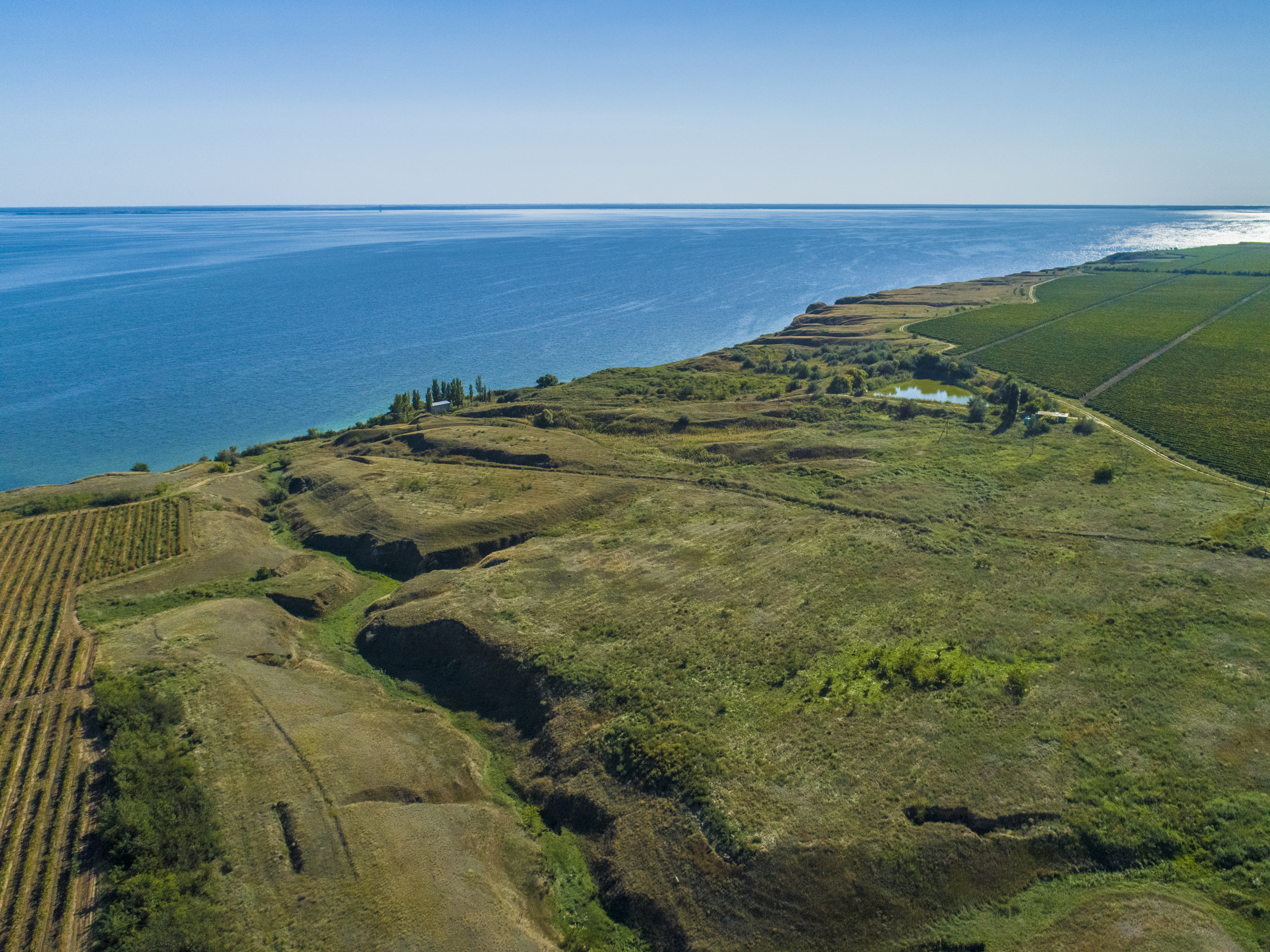
Софіївський заказник з висоти
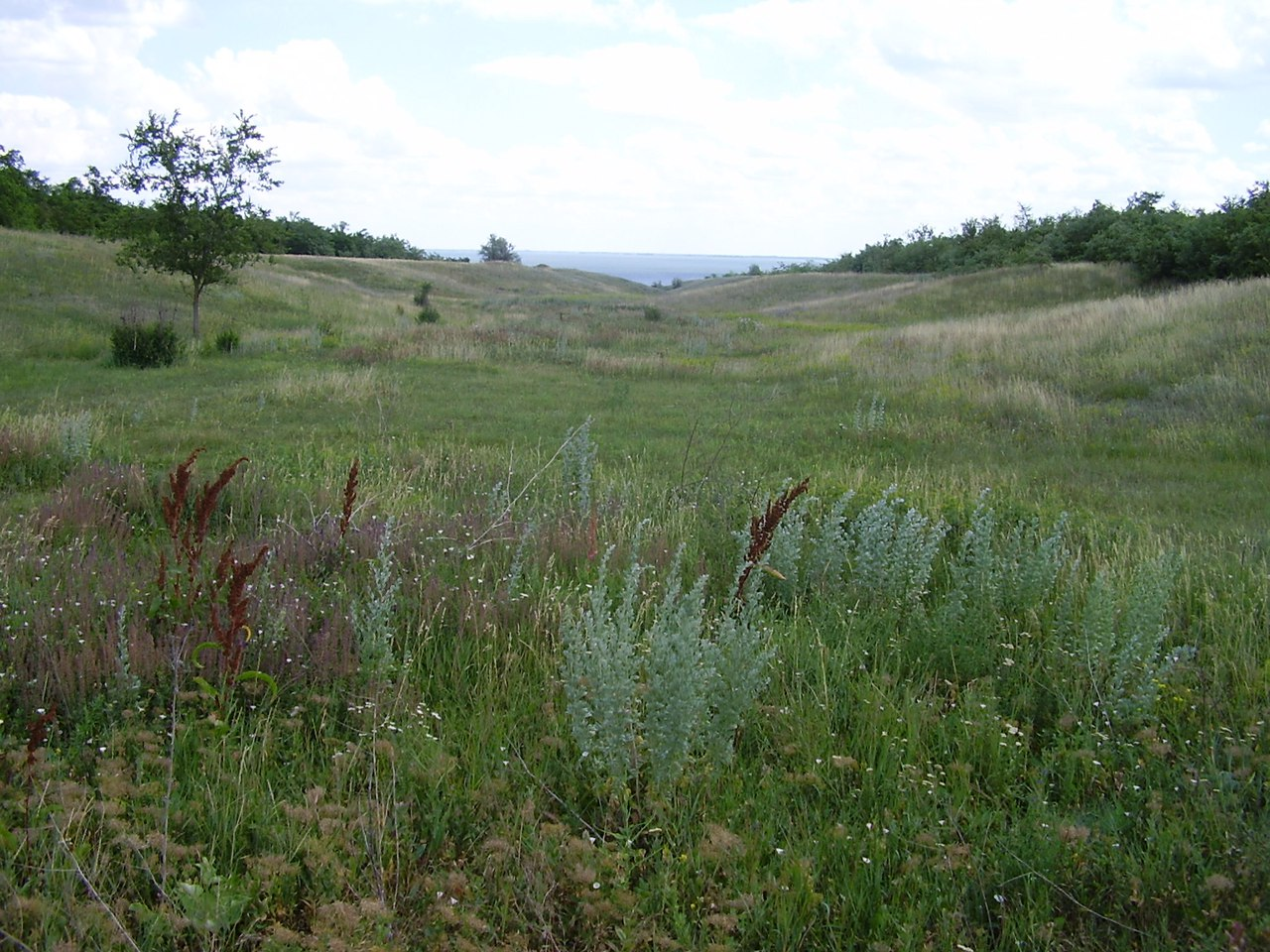
Софіївський заказник